# 哈尔滨-双城堡城际直达列车
哈尔滨-双城堡城际直达列车又称哈双城际列车，是中国铁路运行于黑龙江省省会哈尔滨市市中心至城郊双城堡的城际直达特快列车，自2011年6月30日起开行，每日开行六对。该列车路线经由京哈铁路运行，使用和谐号CRH5型电力动车组车底，这是中国铁路历史上首次使用和谐号电力动车组作为“Z字头”列车的旅客列车。

## 历史和背景
2014年哈尔滨市双城区成立，却因交通不便，使很多在双城居住和生活的居民无法感受到更直接的变化。
2016年1月14日，哈尔滨铁路局发布公告，决定增开哈尔滨（哈尔滨西）～双城堡（兰棱）动车组列车，车次为D7912/D7923次、D7911/D7914次、D7913/D7916次、D7915/D7920次、D7919/D7924、D7922/D7921和D7918/D7917共计七对，并且部分列车停靠五家站。
但哈尔滨铁路局于次日（1月15日）发表新公告，决定修改前发公告：把除D7197/8次列车外的所有哈双动车组列车改为Z字头，即由原D7911至D7923次修改为Z5011次至Z5023次。并增加王岗停站。全程票价11元。
1月18日，首趟列车开行最短运行22分钟，远低于相同区间普速列车所需要的1小时，因此吸引不少客流。
2016年5月15日，哈双城际停运。

## 列车编组
列车使用一组和谐号CRH5型电力动车组，是中国铁路历史上首次使用和谐号电力动车组车底开行Z字头列车；
在客票发售方面，车厢席位全部以“新空调二等座”代替发售“二等座”以及“一等座”客票，并且不显示座位号，即自由入座。
| 车厢号        | 1        | 2        | 3        | 4        | 5        | 6              | 7        | 8        |
| 车型（CRH5A） | 二等座车 | 二等座车 | 二等座车 | 二等座车 | 二等座车 | 二等座车／餐车 | 二等座车 | 一等座车 |
| 车型（CRH5A） | 一等座车 | 二等座车 | 二等座车 | 二等座车 | 二等座车 | 二等座车／餐车 | 二等座车 | 一等座车 |